# 八行五保
八行五保，前稱五行三保 、六行三保或七行五保，是指香港十三隻中資銀行和保險股份有限公司股票。
「八行」包括：
- 中國工商銀行（港交所：1398、上交所：601398）
- 中國銀行（港交所：3988、上交所：601988）
- 中國建設銀行（港交所：939、上交所：601939）
- 交通銀行（港交所：3328、上交所：601328）
- 招商銀行（港交所：3968、上交所：600036）
- 中信銀行（港交所：998、上交所：601998），2007年4月加入
- 民生銀行（港交所：1988、上交所：600016），2009年11月加入
- 中國農業銀行（港交所：1288、上交所：601288），2010年7月加入

「五保」包括：
- 中國人壽（港交所：2628、上交所：601628）
- 中國平安保險（港交所：2318、上交所：601318）
- 中國財險（港交所：2328）
- 中國太平保險（港交所：966）
- 中國太平洋保險（港交所：2601、上交所：601601），2009年12月加入

## 歷年變化
2007年4月，中信銀行到香港上市，「五行」改稱「六行」。
2009年年底，民生銀行及中國太平洋保險到香港上市，「六行四保」改稱「七行五保」。
2010年7月，中國農業銀行到香港上市，「七行五保」改稱「八行五保」。